# الکساندر کوچورا
الکساندر کوچورا (اوکراینی: Олександр Григорович Кочура؛ زادهٔ ۷ مارس ۱۹۸۶) بازیکن فوتبال اهل اوکراین است.